# Фра Мауро (лунный кратер)
Кратер Фра Мауро (лат. Fra Mauro) — остатки большого древнего ударного кратера в области северо-восточного побережья Моря Познанного на видимой стороне Луны. Название присвоено в честь венецианского картографа Фра Мауро (XV век) и утверждено Международным астрономическим союзом в 1935 г. Образование кратера относится к донектарскому периоду.

## Описание кратера

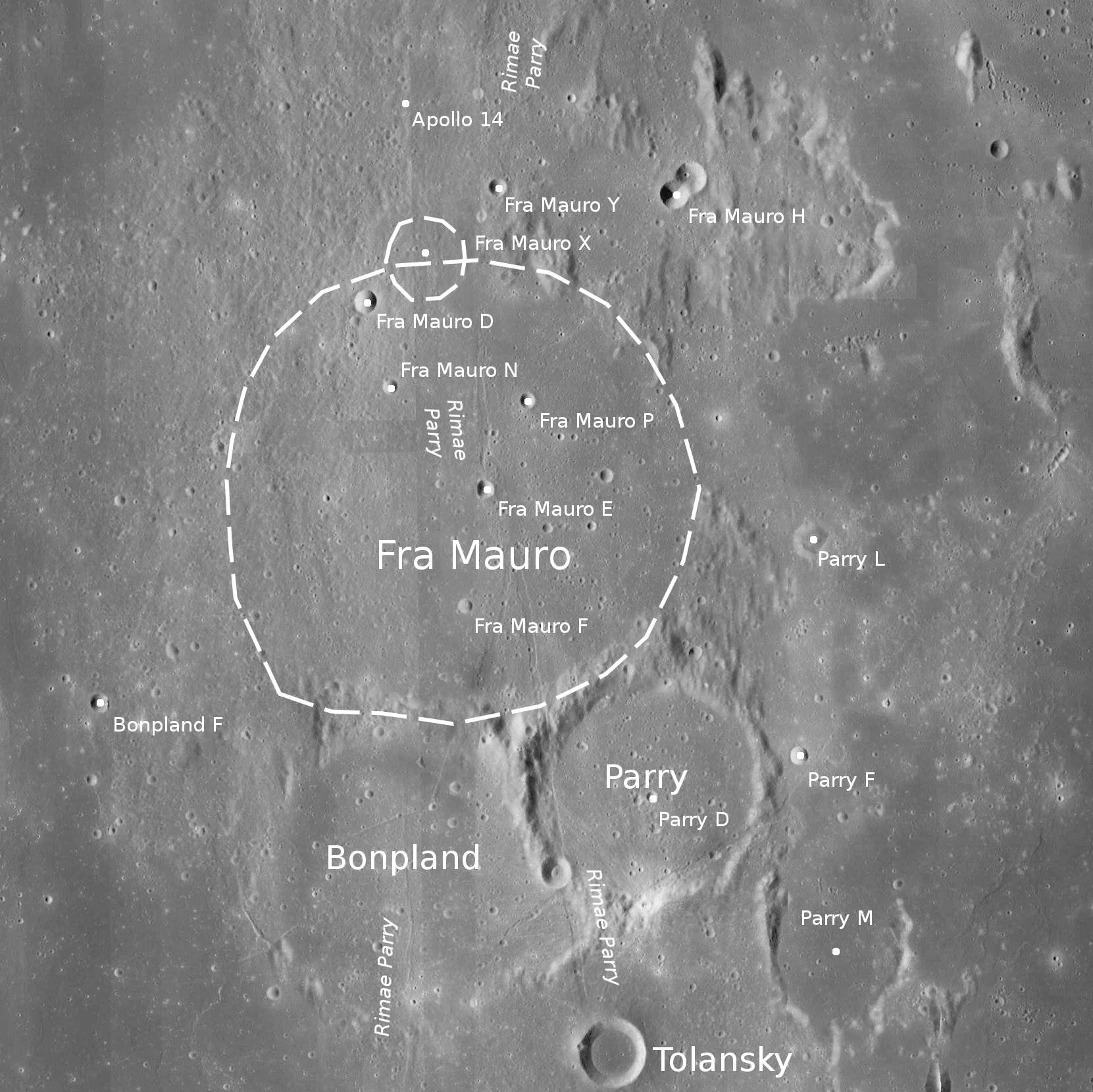
Окрестности кратера Фра Мауро. Снимок зонда Lunar Reconnaissance Orbiter.

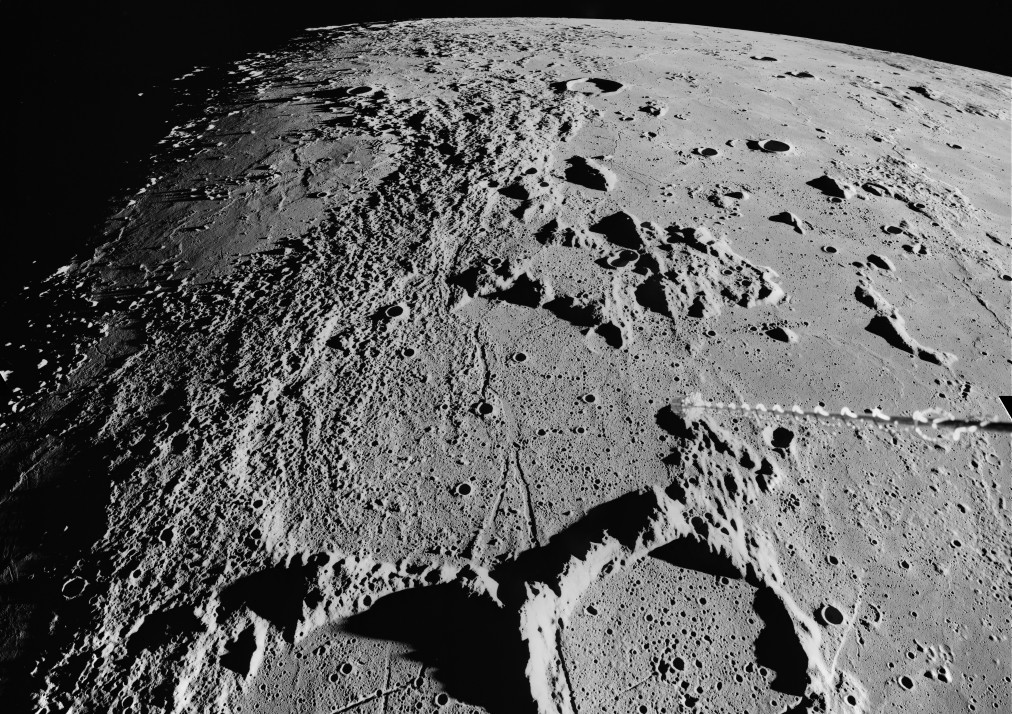
Снимок кратера Фра Мауро с борта Аполлона-16.

К южной части кратера Фра Мауро примыкают кратеры Бонплан и Парри; на юго-западе от него расположено Море Познанное. Селенографические координаты центра кратера 6°04′ ю. ш. 16°58′ з. д. / 6,06° ю. ш. 16,97° з. д., диаметр 96,8 км, глубина 830 м.
Кратер Фра Мауро имеет полигональную форму и практически полностью разрушен. Вал сохранился в южной, юго-восточной и северо-восточной части, остальные части валы практически сравнялись с окружающей местностью. Южная часть вала имеет впадины, образованные кратерами Бонплан и Парри. Дно чаши кратера покрыто потоками базальтовой лавы и отмечено множеством мелких кратеров. Чаша рассечена пополам бороздами Парри, проходящими через нее с юга на север. В центре чаши расположен маленький сателлитный кратер Фра Мауро E. Окружающая кратер местность и частично чаша кратера покрыта брекчией, образованной породами выброшенными при формировании бассейна Моря Дождей. Образцы данной брекчии были собраны и доставлены на Землю астронавтами Аланом Шепардом и Эдгаром Митчеллом в ходе экспедиции «Аполлон-14» (см. ниже).

## Сателлитные кратеры

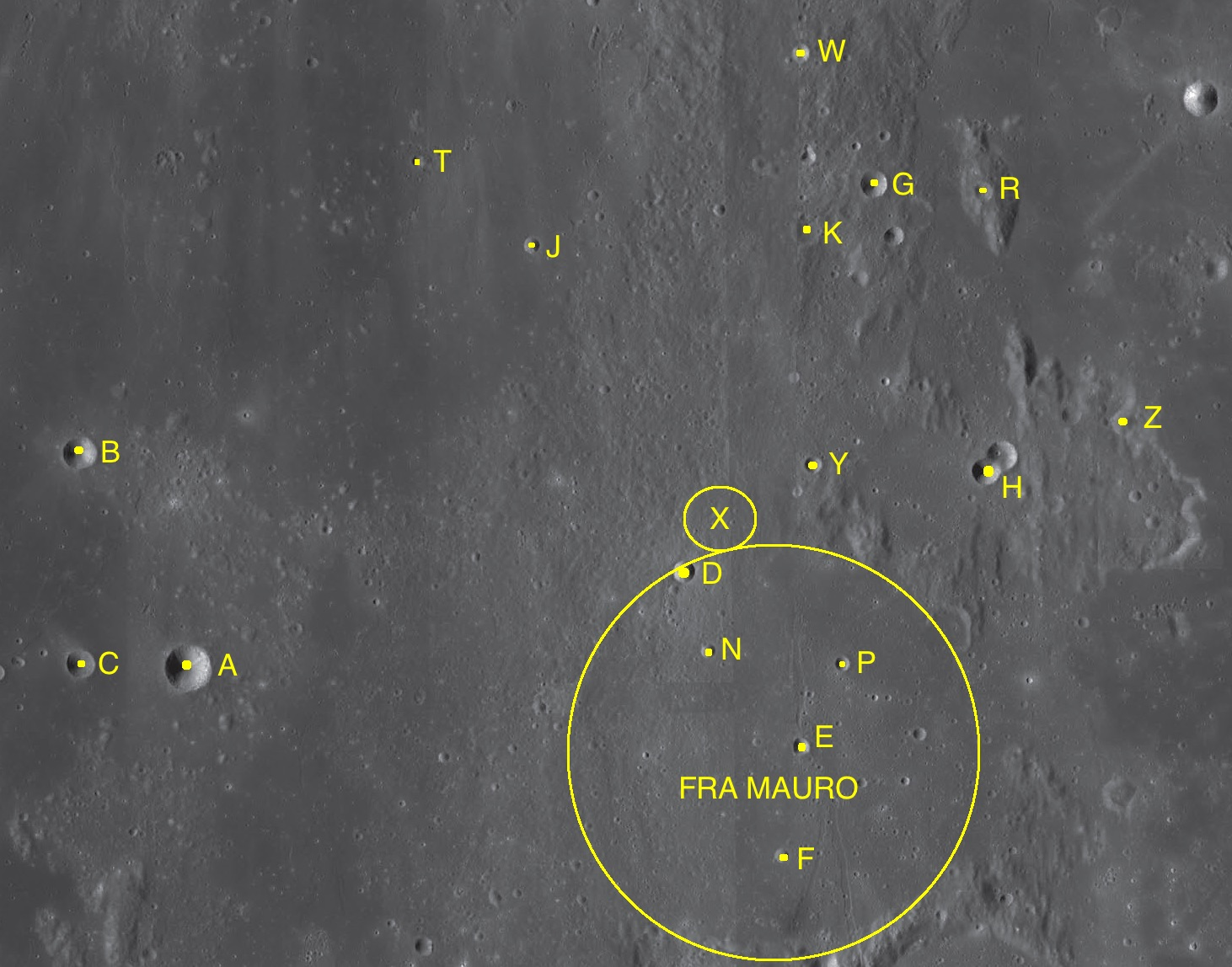
Фрагмент карты LAC-76.

| Фра Мауро | Координаты                                          | Диаметр, км |
| --------- | --------------------------------------------------- | ----------- |
| A         | 5°28′ ю. ш. 20°58′ з. д. / 5,47° ю. ш. 20,96° з. д. | 9,3         |
| B         | 4°02′ ю. ш. 21°42′ з. д. / 4,03° ю. ш. 21,7° з. д.  | 7,0         |
| C         | 5°27′ ю. ш. 21°41′ з. д. / 5,45° ю. ш. 21,69° з. д. | 5,9         |
| D         | 4°49′ ю. ш. 17°37′ з. д. / 4,82° ю. ш. 17,62° з. д. | 4,5         |
| E         | 6°00′ ю. ш. 16°50′ з. д. / 6° ю. ш. 16,83° з. д.    | 3,4         |
| F         | 6°44′ ю. ш. 16°58′ з. д. / 6,73° ю. ш. 16,97° з. д. | 3,1         |
| G         | 2°13′ ю. ш. 16°20′ з. д. / 2,21° ю. ш. 16,33° з. д. | 5,7         |
| H         | 4°09′ ю. ш. 15°35′ з. д. / 4,15° ю. ш. 15,58° з. д. | 5,6         |
| J         | 2°37′ ю. ш. 18°39′ з. д. / 2,62° ю. ш. 18,65° з. д. | 3,3         |
| K         | 2°32′ ю. ш. 16°48′ з. д. / 2,54° ю. ш. 16,8° з. д.  | 6,1         |
| N         | 5°21′ ю. ш. 17°28′ з. д. / 5,35° ю. ш. 17,46° з. д. | 3,2         |
| P         | 5°26′ ю. ш. 16°32′ з. д. / 5,44° ю. ш. 16,54° з. д. | 3,0         |
| R         | 2°16′ ю. ш. 15°36′ з. д. / 2,27° ю. ш. 15,6° з. д.  | 3,8         |
| T         | 2°04′ ю. ш. 19°25′ з. д. / 2,06° ю. ш. 19,41° з. д. | 2,5         |
| W         | 1°20′ ю. ш. 16°50′ з. д. / 1,33° ю. ш. 16,83° з. д. | 3,7         |
| X         | 4°28′ ю. ш. 17°20′ з. д. / 4,47° ю. ш. 17,33° з. д. | 19,7        |
| Y         | 4°07′ ю. ш. 16°44′ з. д. / 4,11° ю. ш. 16,74° з. д. | 3,5         |
| Z         | 3°49′ ю. ш. 14°40′ з. д. / 3,81° ю. ш. 14,66° з. д. | 4,8         |

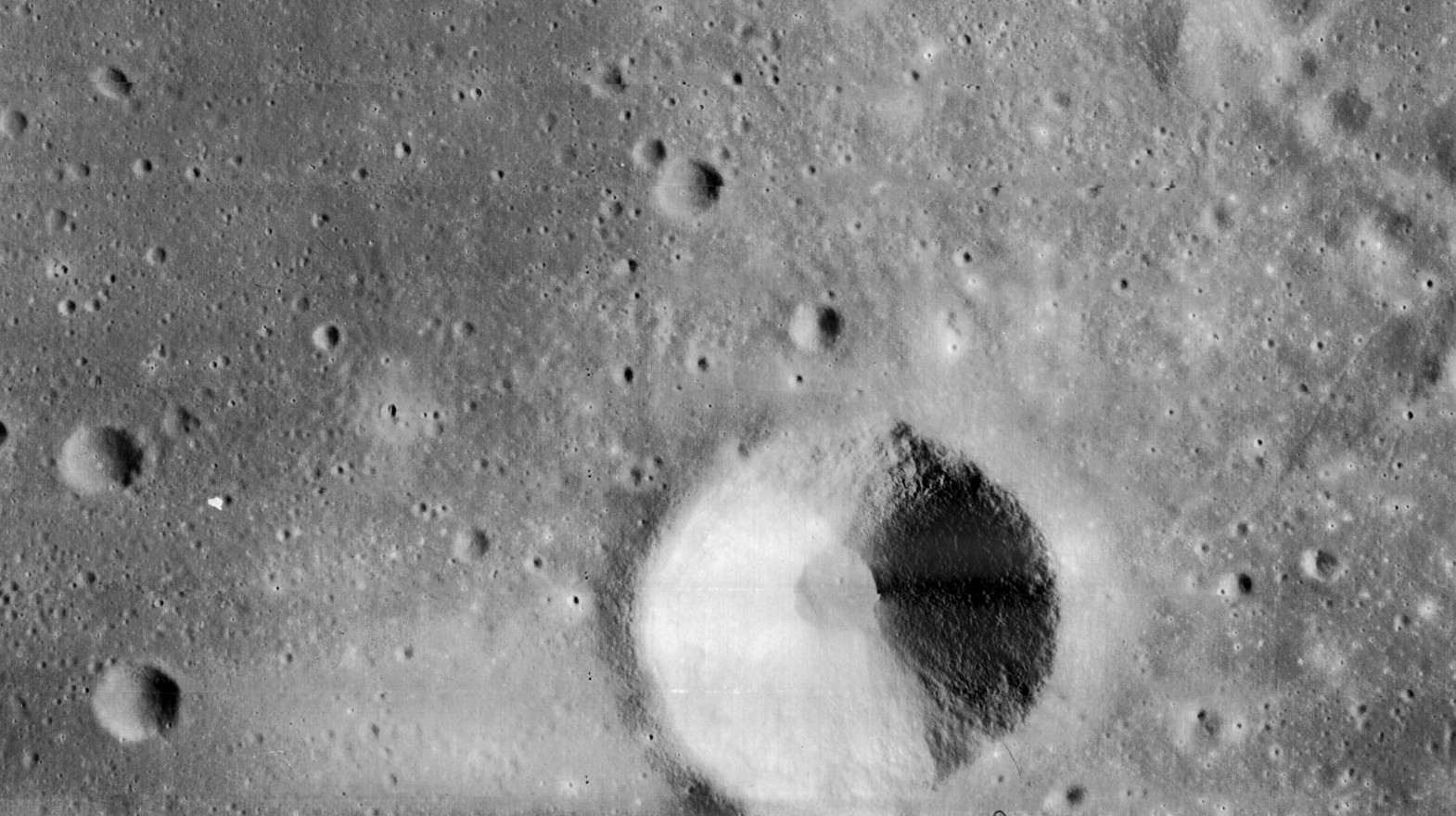
Сателлитный кратер Фра Мауро B. Снимок зонда Lunar Orbiter - I.
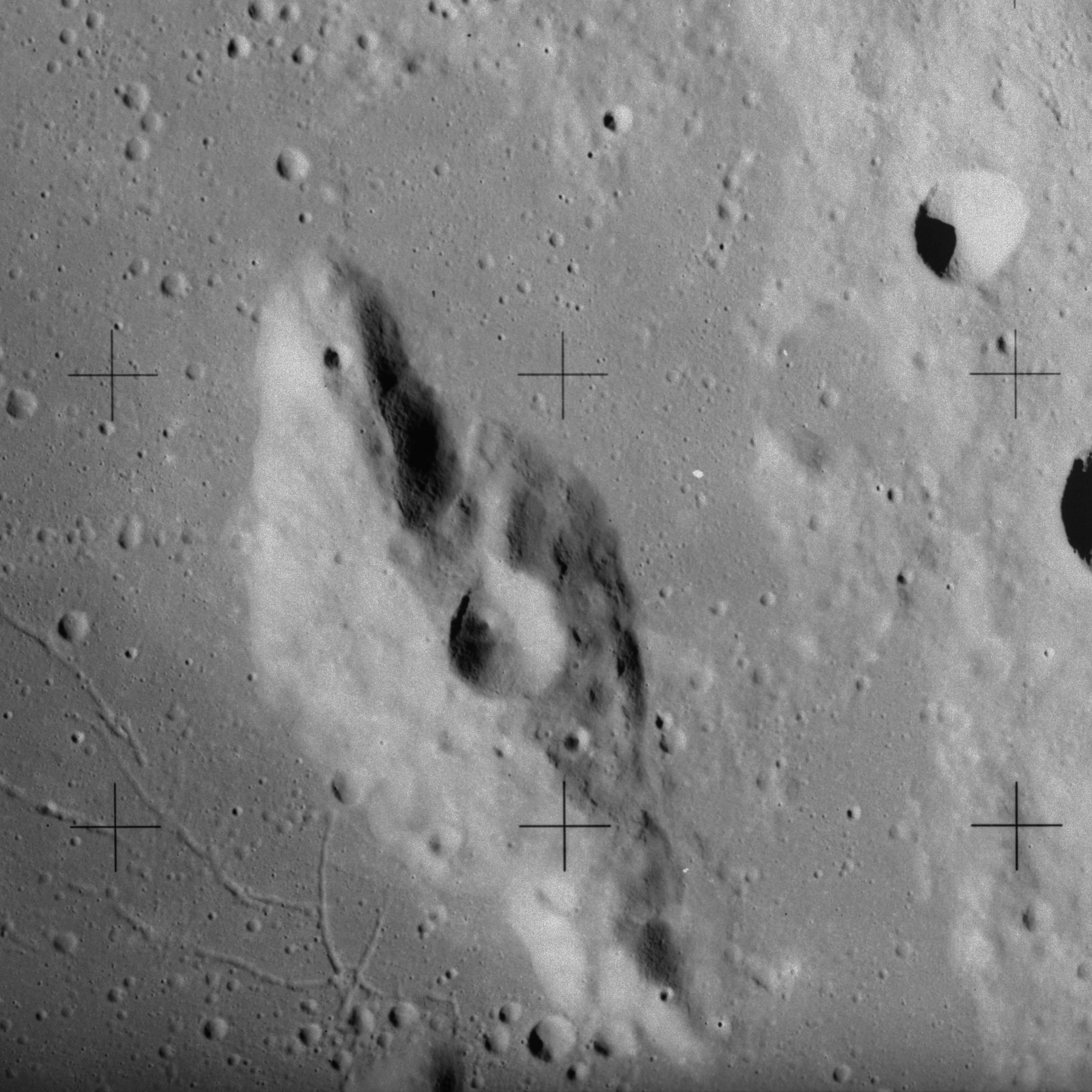
Пик Фра Мауро Эта и сателлитный кратер Фра Мауро R на его вершине. Снимок с борта Аполлона-14.
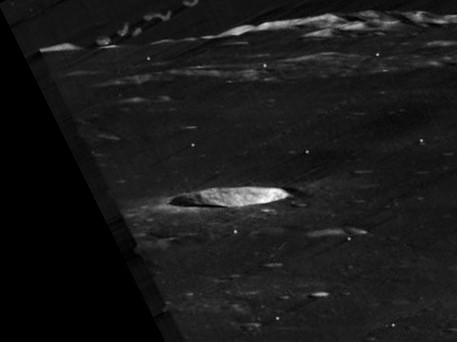
Сателлитный кратер Фра Мауро T. Снимок зонда Lunar Orbiter - III.

- В сателлитном кратере Фра Мауро D зарегистрированы температурные аномалии во время затмений. Объясняется это тем, что подобные кратеры имеют небольшой возраст и скалы не успели покрыться реголитом, оказывающим термоизолирующее действие.

- Сателлитные кратеры Фра Мауро A и B включены в список кратеров с темными радиальными полосами на внутреннем склоне Ассоциации лунной и планетарной астрономии (ALPO)[5].

## Места посадок космических аппаратов

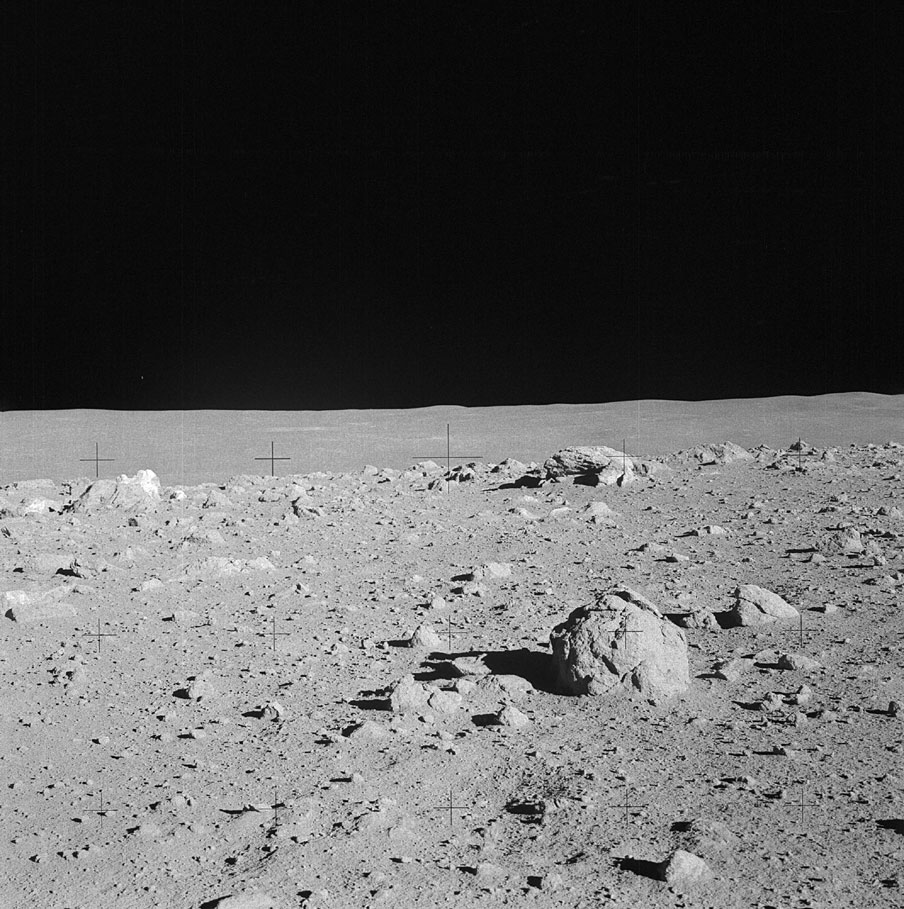
Снимок в районе посадки лунного модуля Аполлона-14.

- Район кратера Фра Мауро был целью посадки лунного модуля «Аполлон-13».

- 5 февраля 1971 года приблизительно в 40 км к северу от кратера Фра Мауро, в точке с селенографическими координатами 3°38′43″ ю. ш. 17°28′17″ з. д. / 3,64530° ю. ш. 17,47136° з. д.G, совершил посадку лунный модуль "Антарес" экспедиции Аполлон-14.

## См.также
- Список кратеров на Луне
- Лунный кратер
- Морфологический каталог кратеров Луны
- Планетная номенклатура
- Селенография
- Минералогия Луны
- Геология Луны
- Поздняя тяжёлая бомбардировка